# Östra Småland
O Östra Småland och Nyheterna - popularmente conhecido como Östran – foi um jornal publicado - entre 1928 e 2019 - de segunda a sábado na cidade sueca de Kalmar, na província histórica de Småland.

Era um jornal, que circulava no Sul do Condado de Kalmar.
Foi fundado em 1928, sendo desde 1992 100% de propriedade do Partido Operário Social-Democrata da Suécia, e foi encerrado em 2019.
Tinha uma tiragem à volta de 16 000 exemplares.